# 法國佔領馬爾他
法國佔領馬爾他（1798年—1800年）成立於1798年6月醫院騎士團向拿破崙投降後。法国废除了貴族、奴隶制、封建制度和宗教裁判所。骑士建筑外墙上被損毀的徽章可能是法國佔領時期的遺留。馬爾他被佔領不久後就開始反抗法國的統治，並驅趕法國駐軍到瓦莱塔和防禦工事中。法國人在防禦工事中被困了兩年，最終糧食耗盡，選擇了投降。

## 法國入侵馬爾他

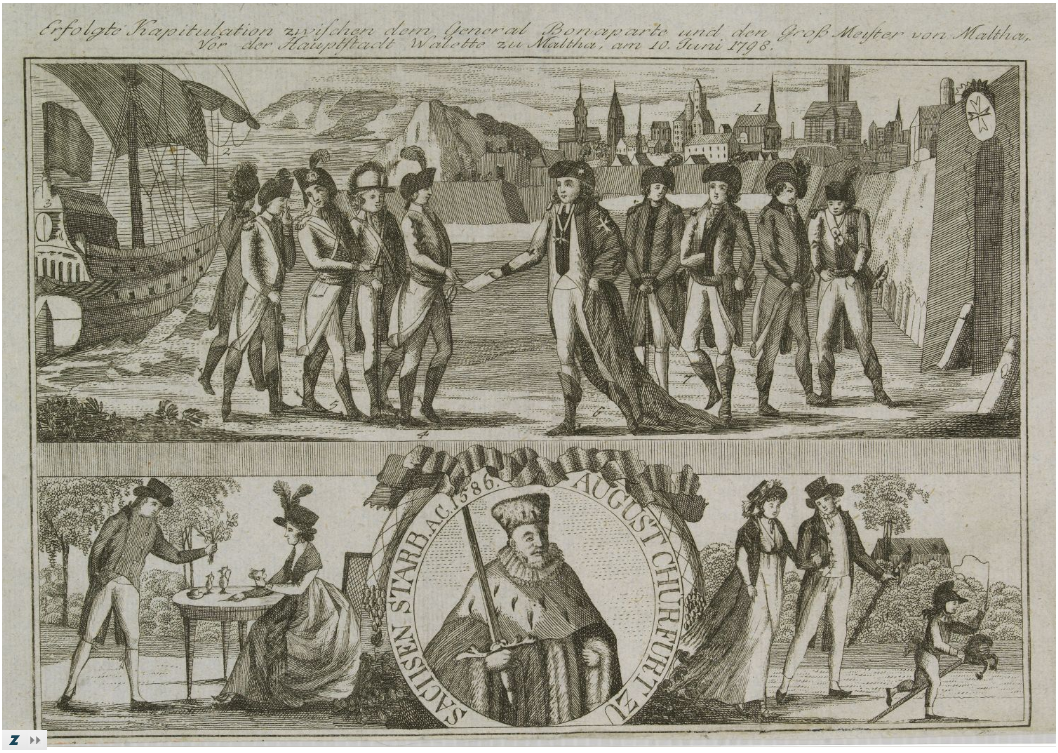
马耳他向波拿巴将军投降

1798年5月19日，一支法国舰队从土倫起航，护送拿破仑将军率领的三万余人的远征军前往埃及。拿破仑试图扩大法国在亚洲的影响力，并試圖讓英国在法国大革命战争中达成和平。船队向东南方航行，从意大利港口收集了运输工具，并于6月9日早上5点30分抵达瓦莱塔附近。此时，马耳他及其邻近岛屿由圣约翰骑士团统治，这是一个古老而有影响力的封建骑士团，神圣罗马帝国的腓特烈·巴巴罗萨曾保护该骑士团。法国大革命期间，騎士團失去了大部分收入，势力因而削弱。尽管如此，大团长費迪南德·馮·洪佩什·博爾海姆依然拒絕了波拿巴進入大港並運送補給的要求，並堅持馬耳他的中立。
收到答复后，波拿巴立即命令進攻。6月11日，路易斯·巴拉圭·德希利耶將軍指挥了一场兩棲戰，数千名士兵於多個地點同時登陸。大约兩千名马耳他本地民兵抵抗了大約一天，姆迪纳市被克洛德·亨利·貝爾格朗·德·沃布瓦將軍佔領，他们撤退到了瓦莱塔。最後，拿破崙勝利，洪佩什同意将马耳他及其所有资源移交给法国，以换取他和他的骑士在法国的庄园和其他利益。随后，波拿巴在馬爾他建立駐軍，留下大約四千名士兵駐守，而他和其余远征军则于6月19日向东繼續前往亚历山大。

## 改革

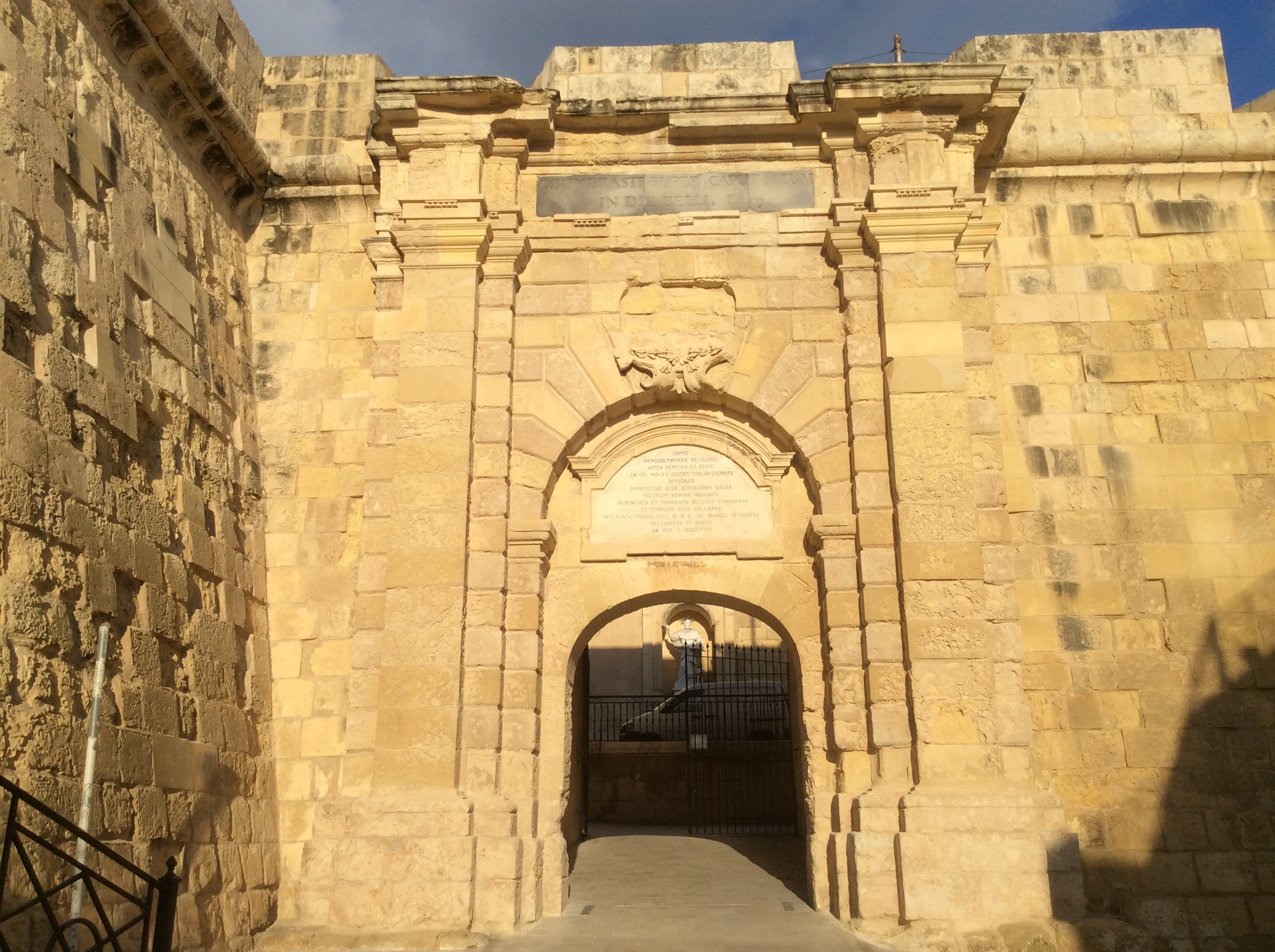
比尔古城主门上的徽章在法国占领期间被毁坏

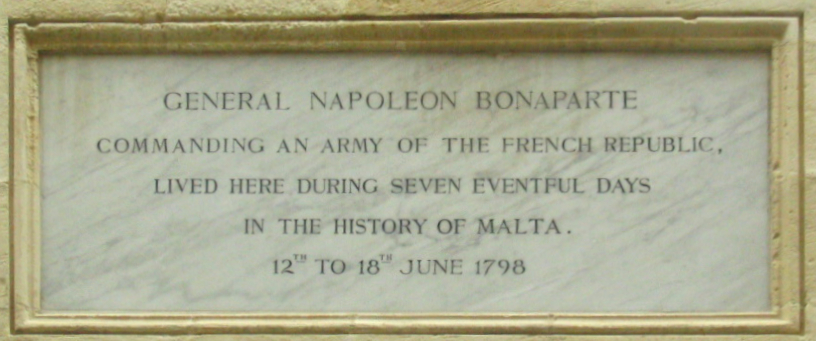
帕里西奥宫上的匾额提及拿破仑曾在此逗留。

### 社會
馬耳他人民在法律上享有平等權利，並被視為法國公民。馬耳他貴族被廢除，奴隸獲得釋放。拿破崙決定建立一個由5名馬耳他人統治的政府來管理馬耳他。言論和新聞自由得到保障，但馬爾他只有政府出版的馬爾他日報。曾参加牧師起義和包括米基爾·安東·瓦薩利在內的政治犯被释放，犹太人获准建造犹太教堂。

### 行政
醫院騎士團的所有财产均被移交给法国政府，法國成立了一个政府委员会来统治这些岛屿：
| 職位           | 公职人员                                    |
| -------------- | ------------------------------------------- |
| 政府委員會     |                                             |
| 軍事總督       | 克洛德·亨利·貝爾格朗·德·沃布瓦              |
| 專員           | 聖讓·當熱利的米歇爾·路易·艾蒂安·雷格諾      |
| 軍事委員會主席 | 讓·德·博斯雷東·德·蘭西雅                    |
| 專員秘書       | 科特里                                      |
| 成員           | 弗朗西斯科·薩維裡奧·卡魯阿納                |
| 成員           | 讓-弗朗索瓦·多雷爾男爵 （大学评委）         |
| 成員           | 文森佐·卡魯阿納博士（大主教秘书兼法院院长） |
| 成員           | 克里斯托福罗·弗伦多（公证人）               |
| 成員           | 贝内代托·申布里(地方法官)                   |
| 成員           | 保罗·西安塔尔（商人）                       |
| 成員           | 卡罗·阿斯特                                 |
| 地區委員會     |                                             |
| 成員           | 马蒂厄·普西尔格                             |
| 成員           | 让·安德烈·卡鲁森                            |
| 成員           | 罗伯特·鲁塞尔                               |

此外，馬爾他還分縣和市镇，每個行政區劃均有一名主席、一名秘書和四名成員管理：
還成立了國民警衛隊，大約900名士兵。 

### 教育
主要城鎮建立小學，開放60名學生到法國學習。馬爾他大學更名（意思是理工學院），並開放科學課程。但由於法國統治時間較短，這些改革並沒有真正成功實施。

### 政教關係
教會在馬耳他的大量財產被法國馬爾他政府沒收，每個宗教團體只允許擁有一座修道院。宗教裁判所也被廢除，所有審判官都被驅逐出馬爾他。法國軍隊大量掠奪教會財產這一點也成為了之後馬爾他起義的重要原因。

## 馬爾他起義

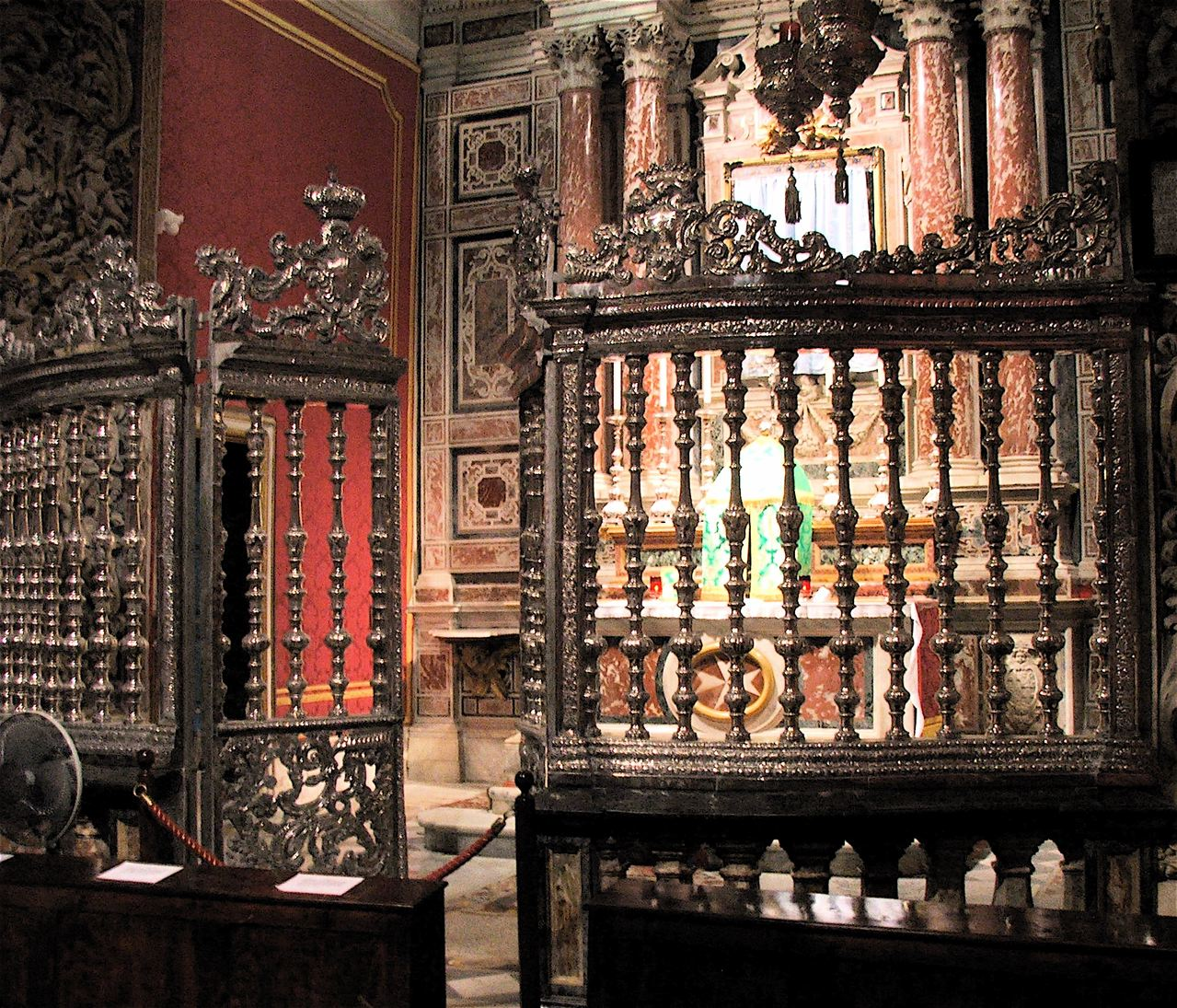
聖約翰大教堂的银门被马耳他人漆成了黑色，这样法国军队就不会意识到它是由银制成的，并将其熔化成金条。

法國人迅速瓦解了當地聖約翰騎士團的機構，馬爾他當地居民對此非常不滿。由於經濟問題，法馬爾他政府破產。為了解決財政問題，政府開始掠奪騎士團的財產。
為了給遠征埃及提供軍費，當地的教堂中的財產被政府沒收，這一行為讓當地的天主教信徒極其不滿。9月2日，這種不滿的情緒在拍賣教堂財產期間爆發，當地民眾都開始反抗法政府馬爾他。幾天內，数千名馬爾他民兵將法國駐軍驅趕至瓦萊塔和港口地區。瓦莱塔被埃曼紐爾·維塔萊和弗朗西斯科·薩維裡奧·卡魯阿納率領的馬爾他民兵包圍。但要塞過於堅固，民兵沒能攻入。馬爾他人建立了防禦工事，以轟炸發軍基地。 
英國在之後介入，亞歷山大·鮑爾上尉於1799年被任命為馬爾他專員。瓦莱塔法國駐軍在1800年9月5日向大英帝国投降，之後被轉送回法國土伦，馬爾他成為英國保護國。

### 哥佐島
1798年10月28日，專員鮑爾成功與哥佐島剩餘的法國駐軍完成談判，駐紮的217名法國士兵同意投降，並將該島轉讓給英國。英國人當天就將島嶼轉讓給當地人，並由大祭司薩維裡奧·卡薩爾代表西西里國王斐迪南三世管理。此後哥佐島一直保持獨立，直到1801年英國重新接管。